# Maria Giulia Confalonieri
Maria Giulia Confalonieri   (Giussano, 30 de març de 1993) és una ciclista italiana, que combina tant la carretera com el ciclisme en pista. Actualment milita a l'equip Uno-X Mobility.
És cosina de les també ciclistes Allegra i Alice Maria Arzuffi.

## Palmarès en pista
- 2011
  -  Campiona del món júnior en Puntuació[2]
  -  Campiona d'Europa júnior en Puntuació
  -  Campiona d'Europa júnior en Persecució per equips (amb Beatrice Bartelloni i Chiara Vannucci)
- 2012
  -  Campiona d'Itàlia en persecució per equips
- 2013
  -  Campiona d'Europa sub-23 en Scratch
- 2016
  -  Campiona d'Itàlia en puntuació
- 2018
  -  Campiona d'Europa en Puntuació
- 2019
  -  Campiona d'Europa en Puntuació

### Resultats a laCopa del Món
- 2012-2013
  - 1a a Cali, en Persecució per equips

## Palmarès en ruta
- 2011
  - 1a al  Memorial Davide Fardelli júnior
- 2022
  - 1a a la Volta a la Semois

### Resultats a les Grans Voltes

#### Giro d'Itàlia
- 2016: 46a posició
- 2017: Abandona a la 10a etapa
- 2018: 37a posició
- 2020: 56a posició
- 2021: 59a posició
- 2023: 81a posició

#### Tour de França
- 2022: 75a posició
- 2023: No surt a la 7a etapa
- 2024: 94a posició
- 2025: Abandona a la 5a etapa